# Schapenluis
De schapeluisvlieg (Melophagus ovinus) is een vleugelloze vliegensoort uit de familie van de luisvliegen (Hippoboscidae).  De wetenschappelijke naam van de soort is gepubliceerd in 1758 door Linnaeus in de tiende editie van Systema naturae. 

## Leefwijze
Dit insect bevindt zich in de vachten van schapen en voedt zich uitsluitend met bloed.